# Акинф Фёдорович Шуба
Акинф Фёдорович Шуба (ум. 21 ноября 1368, Тростня) — боярин и воевода серпуховского князя Владимира Храброго. 

## Биография
В 1367 г. был послан со сторожевым полком против Ольгерда с другим воеводой Дмитрием Мининым. Погиб 21 ноября 1368 года, командуя сторожевым полком, в кровопролитной битве на реке Тростня в бою с литовцами великого князя литовского Ольгерда, неожиданно вторгшегося в русские пределы.
От него получило свое название одно из древнейших московских сёл — Шубино.